# Tribe of Gypsies
Tribe of Gypsies is een Amerikaanse latin rock/hardrockband uit Pacoima, San Fernando Valley) rond de gitarist, bassist en producent Roy Z, de enige die sinds de oprichting deel uitmaakt van de band en alle albums van de band heeft geproduceerd. De stijl van de band is te omschrijven als hard latin rock. Door de door blues beïnvloede Latijns-Amerikaanse ritmes, het meervoudig gebruik van percussie-instrumenten en een orgel en het solospel van Roy Z, wekken associaties met Santana. De muziek van de Tribe of Gypsies is echter harder dan die van Santana en meer beïnvloed door hardrock. De muzikanten van de Tribe of Gypsies hebben de begeleidingsband verzorgd op verschillende soloalbums van zanger Bruce Dickinson van Iron Maiden.

## Bezetting
Oprichters
- Roy Z (gitaar, basgitaar)
- Robbyn Garcia (zang)

Huidige bezetting
- Roy Z (gitaar, sinds 1991)
- Chas West (zang, sinds 2003)
- Juan Perez (basgitaar, sinds 1999)
- David Moreno (drums, sinds 2003)
- Ray Rodriguez (keyboards, sinds 1993)
- Elvis Balladares (percussie, sinds 1997)
- Christian Byrne (gitaar, basgitaar, sinds 2003)

Voormalige leden
- Robbyn Garcia (zang, 1991)
- David Young (zang, 1992–1994)
- Edward Casillas (basgitaar, 1992–1999)
- David Ingraham (drums, 1992–2002)
- Mario Aguillar (percussie, 1993–2002)
- Dean Ortega (zang, 1994–1997)
- Gregory Analla (zang, 1997–2002)

Gastmuzikanten
- Patrick Kelly (basgitaar, 1991)
- Doug van Booven (percussie, 1993–1997), † 2010
- Richard Baker (keyboards, 1994–1997)
- Greg Schultz (keyboards, 1994–1998)

## Geschiedenis
De band is in 1991 opgericht door Roy Z samen met de zanger Robbyn Garcia. Roy Z kwam op het idee om latin rock te gaan doen en haalde zijn oude vriend Garcia over om mee te doen. Beiden namen een demo op met vijf nummers met behulp van een drumcomputer en de bevriende bassist Patrick Kelly. Op dat moment had de band geen naam. De demo viel in de smaak bij een klein Duits platenlabel. Roy Z bedacht toen de bandnaam. Nadat het label Roy Z had overgehaald om van zanger te veranderen, zocht hij naar nieuwe medemuzikanten. Eerst kwam bassist Edward (Eddie) Casillas, daarna drummer David Ingraham. De zangers die Roy Z wilde, namelijk Gregory (Gregg) Analla op de eerste plaats en Dean Ortega op de tweede plaats, kon hij niet krijgen. Uiteindelijk werd David Young aangenomen als zanger. Het debuutalbum werd samen met de toetsenisten Ray Rodriguez en Greg Schultz opgenomen, evenals de percussionisten Mario Aguillar en Doug van Booven. Kort voordat het album werd gemixt, kwam Dean Ortega in de band in plaats van Young en zong de nummers opnieuw in.
Bij het mixen ontmoette Roy Z Bruce Dickinson in de studio. Dickinson hield van de muziek van de band en hij sloot vriendschap met Roy Z. Omdat Dickinson op zoek was naar nieuwe ideeën, huurde hij Roy Z in als producent en nam hij het album Balls to Picasso op met Roy Z, Casillas, Ingraham en van Booven. Aguillar en Ortega hebben ook bijgedragen aan twee nummers. Dit album was de eerste publicatie van de Tribe of Gypsies, maar niet onder deze naam. De band speelde er echter geen latin rock op, maar - zoals gebruikelijk bij Dickinson - heavy metal. De band kreeg toen het aanbod om een groot contract te tekenen bij Mercury Records. De band accepteerde het aanbod. Diverse problemen bij Mercury Records leidden ertoe dat ze weer uit elkaar gingen en de band bracht in 1996 hun debuutalbum Tribe of Gypsies uit bij het Japanse label JVC/Victor. Het jaar daarop verscheen de ep Nothing Lasts Forever, die bestond uit nummers die niet voor het debuutalbum werden gebruikt, inclusief het titelnummer, waarvan een andere versie al op de demo-tape had gestaan. Dit nummer was het eerste dat Roy Z (samen met Robbyn Garcia) voor de band schreef. Daarna scheidde de band zich van zanger Ortega en kon de voormalige kandidaat Gregg Analla eindelijk gewonnen worden als zanger van de band.
Daarna volgden de Dickinson-albums Accident of Birth (1997) en The Chemical Wedding (1998), waarop Roy Z gitaar speelde, Eddie Casillas basgitaar en drums van David Ingraham. Live opnamen van Bruce Dickinson met zijn band van de tournee van 1998 kwamen uit in 1999 als Scream for Me Brazil. In 1998 bracht de Tribe of Gypsies ook nog het album Revolucion 13 uit, waarop voor het eerst de nieuwe zanger Gregg Analla en de nieuwe tweede percussionist Elvis Balladares te horen waren. Het derde album Tribe of Gypsies III werd slechts een jaar later uitgebracht. Tijdens de opnamen voor dit album nam Juan Perez de bas over van Eddie Casillas en verliet percussionist Mario Aguillar de band. Het album werd in 2000 opnieuw uitgebracht als Standing on the Shoulders of Giants met twee extra nummers.
Tijdens de opnames voor het volgende album verlieten zanger Gregg Analla en drummer David Ingraham de band. Zanger Chas West en drummer David Moreno kwamen in 2003 bij de band. De band stopte met opnemen, zodat Bruce Dickinson en Roy Z, Juan Perez en David Moreno het album Tyranny of Souls, uitgebracht in 2005, konden opnemen. Het volgende jaar verscheen het laatste album Dweller on the Threshold met de nieuwe man Christian Byrne en een andere gitarist en bassist. Aangezien alle andere albums nu uitverkocht zijn, behalve het laatste album, dat alleen als dure import buiten Japan verkrijgbaar is, kondigde de band in 2007 aan dat alle albums voor de Amerikaanse en Europese markt opnieuw zouden moeten worden uitgebracht. Tot dusver was dit echter niet het geval.

## Discografie

### Tribe of Gypsies
- 1996: Tribe of Gypsies
- 1997: Nothing Lasts Forever  (ep)
- 1998: Revolucion 13
- 1999: Tribe of Gypsies III
- 2000: Standing on the Shoulders of Giants
- 2006: Dweller on the Threshold

### Bruce Dickinson
- 1994: Balls to Picasso
- 1997: Accident of Birth
- 1998: The Chemical Wedding
- 1999: Scream for Me Brazil (Live)
- 2001: The Best of Bruce Dickinson (2 nieuwe nummers)
- 2005: Tyranny of Souls
- 2006: Anthology (3 dvd's)

### Compilaties
- 1995: Rattlesnake Guitar – The Music of Peter Green, een nummer: Oh Well (Peter Green coversong)
- 1998: ECW Extreme Music, een nummer als Bruce Dickinson: The Zoo (Scorpions-coversong)
- 2002: The Spirit of the Black Rose – A Tribute to Philip Parris Lynott, een nummer: Parisienne Walkways (Gary Moore/Phil Lynott-coversong)